# 태풍 페이 (1995년)
태풍 페이(태풍번호 9503, JTWC 지정 번호 05W, 국제명 FAYE)는 1995년 7월 23일 한반도 남해안에 상륙하여 적지 않은 피해를 남겼다. “1995년 태풍 제3호”라고도 하며, 비보다는 주로 강한 바람이 두드러졌던 태풍으로서, 이 태풍의 영향으로 야기된 씨프린스 호 사고는 유명하다.

## 태풍의 진행

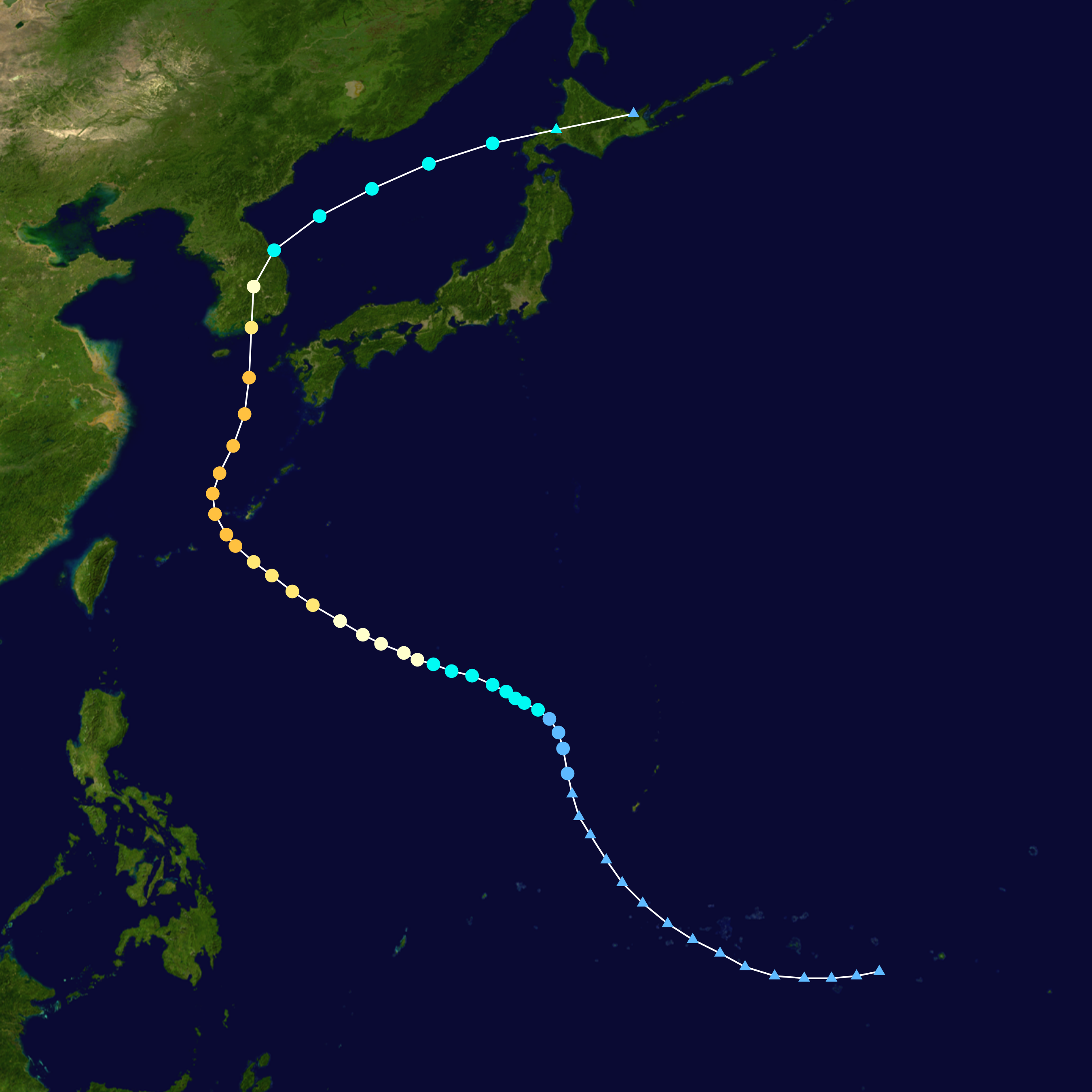
태풍 페이의 경로

1995년 7월 13일, 캐롤라인 제도 동부 해상에서 형성된 저기압성 순환은 조금씩 형태를 갖추면서 북서진하여, 7월 15일 오후 늦게 즈음해서는 괌 섬 서쪽 약 300 km 부근을 통과했다. 이것은 곧 JTWC 해석의 5번째 열대저기압으로 승격되었으며, 7월 17일 오후 9시에는 제3호 태풍으로 인정되어 “페이”로 이름 붙여졌다. 그 후 진행 방향을 서북서로 바꾼 태풍은 7월 21일 오전 9시경에 일본 오키나와현 나하 남쪽 약 200 km 부근 해상까지 진출한 뒤, 7월 22일 오전부터는 점차 동쪽으로 전향을 시작했다. 전향 시의 세력은 중심기압 965 hPa / 최대풍속 30 m/s의 강도 “중”, 크기는 직경 약 650 km 정도의 “중형”이었다.
당초 이 태풍의 발생 초기 예상에서는 북동쪽에 위치한 시어의 영향을 받아 크게 발달하지 못하는 것으로 예측되고 있었는데, 태풍은 발생 후 4일이 넘는 시간이 흘렀음에도 강도 “중”까지 발달하는 데 그쳐, 이 예상은 어느 정도 들어맞는 듯했다. 하지만 태풍은 전향과 함께 갑작스런 발달을 시작했고, 7월 22일 오후 3시에 중심기압 955 hPa / 최대풍속 35 m/s의 강도 “강”으로 승격, 이어서 7월 23일 오전 3시에는 중심기압 950 hPa / 최대풍속 40 m/s (75 kt), JTWC의 해석으로 1분 평균 최대풍속 55 m/s (105 kt) 에 이르는 강력한 태풍이 되었다. 이러한 발달은 북위 27도가 넘는 상당히 높은 위도에서 이루어져, 더욱 예상 외의 것이었다.
이윽고 제주도 동쪽 해상을 거쳐 7월 23일 오후 4시경, 태풍 페이는 중심기압 960 hPa / 최대풍속 35 m/s의 세력으로 남해도에 상륙했다. 전향 후 진행 방향이 동쪽으로 꽤 꺾어짐에 따라 한때 대한해협 통과 내지 일본 상륙의 가능성까지 점쳐졌던 태풍이었지만 북위 32도 부근에서 돌연 진로를 바꾸어 진북으로 나아가, 그대로 한반도에 상륙한 것이다. 이후에는 급격히 쇠퇴하면서 30~40 km/h의 다소 빠른 속도로 한반도 남동부를 관통하여, 7월 24일 오전 2시경에는 중심기압 994 hPa / 최대풍속 20 m/s의 강도 “약”의 세력으로 크게 약해진 채 강원도 삼척 앞 바다를 통해 동해상으로 빠져나갔다. 같은 날 오후 9시에 동해 북부 먼 바다에서 열대저압부로 약화되었으며, 일본 홋카이도의 쿠시로 시 북동쪽 약 20 km 지점에서 완전히 소멸했다.

### 중심기압 및 최대풍속의 경과
| 날짜 및 시간      | 중심기압 | 최대풍속 | 비고                                                     |
| ----------------- | -------- | -------- | -------------------------------------------------------- |
| 7월 17일 오후 9시 | 998 hPa  | 18 m/s   | 태풍 발생.                                               |
| 7월 18일 오전 9시 | 994 hPa  | 18 m/s   |                                                          |
| 7월 18일 오후 9시 | 985 hPa  | 23 m/s   |                                                          |
| 7월 19일 오전 9시 | 980 hPa  | 25 m/s   |                                                          |
| 7월 19일 오후 9시 | 975 hPa  | 30 m/s   |                                                          |
| 7월 20일 오전 9시 | 975 hPa  | 30 m/s   |                                                          |
| 7월 20일 오후 9시 | 975 hPa  | 30 m/s   |                                                          |
| 7월 21일 오전 9시 | 970 hPa  | 30 m/s   |                                                          |
| 7월 21일 오후 9시 | 970 hPa  | 30 m/s   | JTWC 해석으로 최대풍속 55 m/s (105 kt).                  |
| 7월 22일 오전 9시 | 960 hPa  | 35 m/s   |                                                          |
| 7월 22일 오후 9시 | 955 hPa  | 35 m/s   |                                                          |
| 7월 23일 오전 3시 | 950 hPa  | 40 m/s   |                                                          |
| 7월 23일 오전 9시 | 950 hPa  | 40 m/s   |                                                          |
| 7월 23일 정오     | 955 hPa  | 35 m/s   |                                                          |
| 7월 23일 오후 3시 | 960 hPa  | 35 m/s   | 한반도 상륙 직전. JTWC 해석으로 최대풍속 50 m/s (95 kt). |
| 7월 23일 오후 4시 | 960 hPa  | 35 m/s   | 오후 4시경 남해도 상륙. 여수에서 최저해면기압 970.2 hPa. |
| 7월 23일 오후 6시 | 975 hPa  | 30 m/s   |                                                          |
| 7월 23일 오후 9시 | 985 hPa  | 25 m/s   |                                                          |
| 7월 24일 자정     | 994 hPa  | 20 m/s   |                                                          |
| 7월 24일 오전 3시 | 994 hPa  | 20 m/s   | 오전 2시경 강원도 삼척 부근을 지나 동해상 진출.          |
| 7월 24일 오후 9시 | 1002 hPa | -        | 동해 북부 먼 바다에서 열대저압부로 약화.                 |

## 특징

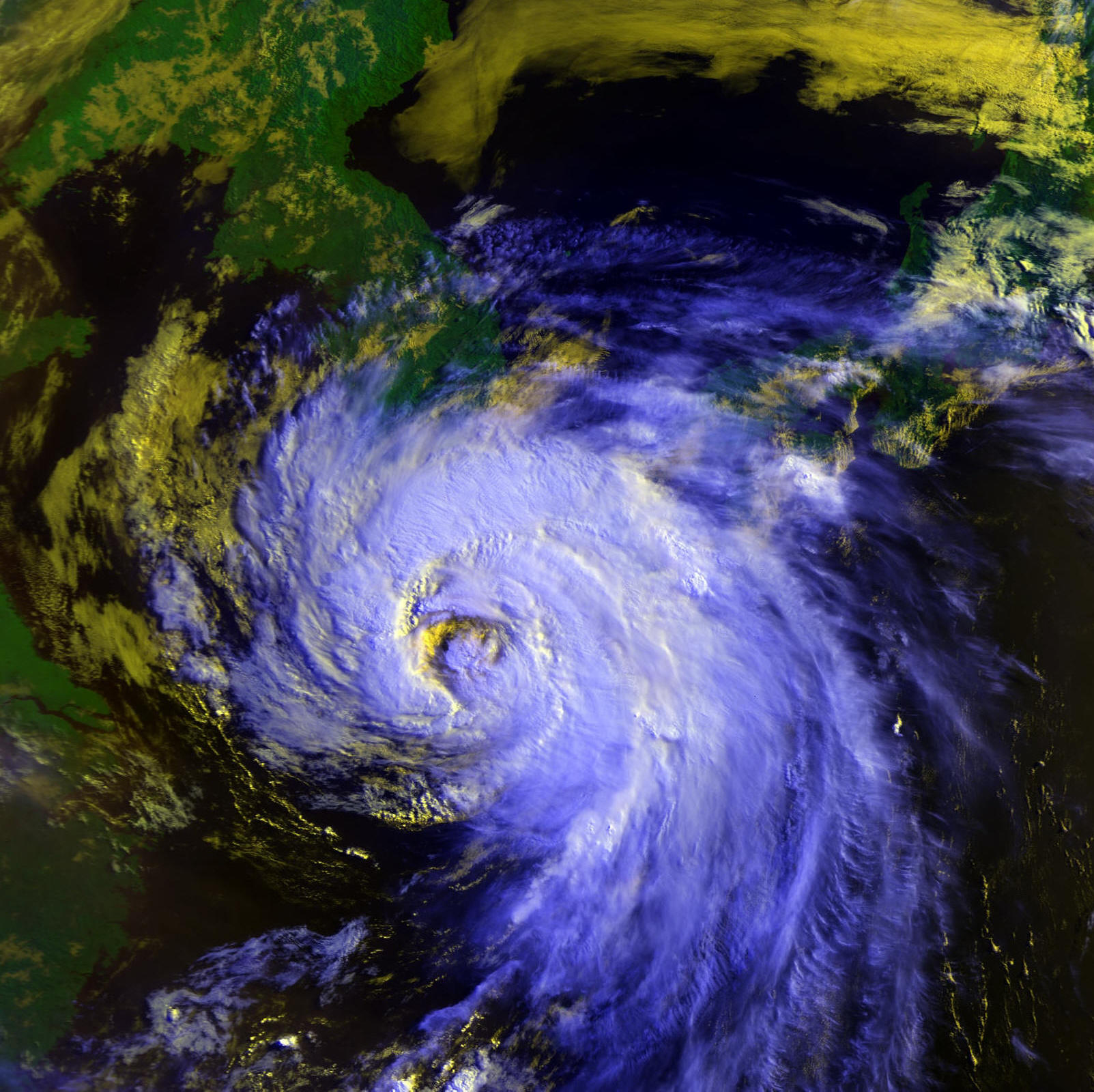
최성기의 태풍 페이.

이 태풍은 특이하게도 북위 30도가 넘는 고위도에서 최전성기를 맞이했다. 북위 15~25도 사이에서 최성기를 맞이한 뒤 점차 쇠약기에 들어가는 대부분의 태풍과 구별되는 독특한 발달 과정을 밟았다. 위도가 높았던 만큼 최발달 시의 세력이 지속된 시간은 그리 긴 것도 아니었지만, 쇠퇴가 시작된 지 한나절도 채 지나지 않아 한반도 남해안에 도달했기 때문에, 한반도에는 최성기에 가까운 세력으로 상륙했다. 1987년의 태풍 셀마 이래 약 8년 만에 찾아온 강도 “강”의 태풍으로서, 상륙 시의 세력 (중심기압 960 hPa / 최대풍속 35 m/s) 은 역대 한반도 상륙 태풍 중 최상위에 속한다. 특히, JTWC의 해석으로는 최대풍속 50 m/s (95 kt) 로 상륙한 것으로 되어 있어, 1959년의 사라와 2003년의 매미를 뒤잇는 강력 태풍으로 평가되기도 한다.
이처럼 강한 세력의 태풍이 몰고온 폭풍으로 인해 남부 지방에서는 통영 46.6 m/s, 부산 42.3 m/s, 여수 39.0 m/s 등의 최대순간풍속이 관측되어 곳곳에서 종전의 풍속 기록을 경신한 것은 물론, 일본의 대마도나 규슈의 서해안 일대에서도 최대순간풍속 40 m/s 이상의 바람이 불었다. 태풍 그 자체의 위력도 강했지만 중심 부근의 기압경도가 급격한 태풍의 구조적인 특성이 바람의 힘을 배가시킨 것이다. 그러나 이러한 강풍은 주로 태풍의 중심 부근 혹은 위험 반원에 해당했던 전라남도 동부 및 경상남도, 그 중에서도 해안가 등지에 집중되었고, 그 외의 지역에서는 그렇게 강한 바람은 불지 않았다. 태풍의 중심 부근과 위험 반원에서의 강력한 폭풍에 비해 태풍 경로의 왼쪽, 즉 가항 반원의 경우는 그에 훨씬 미치지 못했던 데다 태풍이 육지 상륙과 동시에 급격히 쇠퇴하면서 한반도 내륙을 진행하고 있을 무렵에는 이미 폭풍역 (풍속 25 m/s 이상의 폭풍 범위) 을 상실하고 있었기 때문이었다. 그리하여 남부 지방 해안가의 곳곳에서 30~50 m/s의 기록적인 최대순간풍속을 관측했던 것과는 대조적으로, 태풍의 가항 반원에 해당했거나 한반도 내륙 깊숙이 위치한 제주도·전라도 북서부·충청도 등의 지역에서는 최대순간풍속 10~20 m/s 정도의 미미한 바람이 되었다.
비에 있어서는 별다른 특징이 없었던 태풍으로, 강수량은 태풍이 한반도에 영향을 미친 7월 23일 ~ 24일 동안 상륙 지점에 가까웠던 남해, 여수에서 각각 218.0 mm, 143.7 mm를 기록한 것을 포함해 남부 지방의 일부 지역에서 100 mm 을 넘었을 뿐, 대부분의 지역에서 50 mm 내외에 머물렀다. 이는 과거의 한반도 내습 태풍들이 쏟아부었던 강수량의 평균에도 미치지 못하는 것이다. 다시 말해 태풍 페이는, 전형적인 “바람에 의한 태풍”의 모습을 보였다.

## 기록
- 최대순간풍속 (상위 6지점)
  - 통영 46.6 m/s
  - 부산 42.3 m/s
  - 여수 39.0 m/s
  - 마산 38.0 m/s
  - 완도 35.7 m/s
  - 울진 31.0 m/s

- 최대풍속 (상위 6지점)
  - 여수 33.2 m/s
  - 통영 24.3 m/s
  - 완도 23.3 m/s
  - 고산 22.8 m/s
  - 부산 22.5 m/s
  - 마산 22.3 m/s

- 최저해면기압 (상위 6지점)
  - 여수 970.2 hPa
  - 남해 971.7 hPa
  - 진주 978.2 hPa
  - 고흥 981.3 hPa
  - 통영 983.0 hPa
  - 산청 983.6 hPa

- 일최다강수량 (상위 5지점)
  - 남해 196.5 mm
  - 성산 140.0 mm
  - 여수 135.3 mm
  - 산청 109.5 mm
  - 거제 101.5 mm

- 기간강수량 (7월 23일 ~ 7월 24일, 상위 5지점)
  - 남해 218.0 mm
  - 성산 147.5 mm
  - 여수 143.7 mm
  - 거제 123.0 mm
  - 진주 116.6 mm

## 피해

### 대응
7월 23일 새벽, 전날까지만 해도 한반도 남해안에서 일본 규슈에 이르는 넓은 범위가 예보엔에 포함되어 있어 향후 진로가 대단히 유동적이었던 태풍 페이는, 이때부터 한반도 상륙의 가능성이 농후한 최악의 진로를 취하기 시작했다. 이에 기상청에서는 오전 2시에 제주도와 남해 먼 바다에 태풍 경보를, 부산 및 남해안 지역에 태풍 주의보를 발령한 데 이어서 시간이 경과함에 따라 경보와 주의보를 점차 확대해 나갔다. 그런데 7월 23일 오전 3시, 상황은 더 심각해졌다. 태풍이 한반도 상륙 약 12시간을 앞두고 갑작스럽게 발달, 그 세력이 중심기압 955 hPa / 최대풍속 35 m/s의 강도 “강”에서 중심기압 940 hPa / 최대풍속 45 m/s의 강도 “매우 강”으로 강화되어, (지금의 기준으로는 “매우 강한 태풍”이지만, 당시의 기준으로는 “A급 태풍”이었다.) 대한민국 건국 이래 최악의 태풍으로 기록되어 있는 1959년의 태풍 사라의 한반도 접근 시와 필적하는 세력을 갖춘 것이다. 그 결과 한반도에는 긴장감이 고조되었으나 태풍은 한반도 상륙 직전에 그 기세가 한풀 꺾였고, 상륙 후에는 급격히 약화했기 때문에 우려했던 괴멸적인 피해는 되지 않았다. 그러나 태풍 셀마 이래 약 8년 만에 찾아온 강도 “강”의 태풍이 몰고온 폭풍에 대한 경각심은 매우 부족하여, 폭풍 속에서 바닷가를 달리던 차가 파도에 휩쓸려 탑승객 전원이 사망하거나 실종되는 등, 안전수칙을 지키지 않은 데에 따른 인명 피해가 잇달았다. 태풍 경보를 무시한 채 항해를 계속한 것이 원인이 되었던 씨프린스 호 사고는 이 태풍에 대한 경각심 부족의 대표적인 사례라고 할 수 있다.

### 피해 상황
- 인명 피해[6]
  - 사망·실종 47명
  - 이재민 4500여 명
- 재산 피해[6]
  - 920억여 원 (1995년 화폐가치 기준)

## 그 외
이 태풍은 당시, 중심기압 940 hPa / 최대풍속 45 m/s의 강도 “매우 강”에 해당하는 세력으로 최성기를 맞이한 뒤 중심기압 950 hPa / 최대풍속 40 m/s의 세력으로 한반도에 상륙한 것으로 해석되었지만, 사후 해석을 통해 최성기의 세력은 중심기압 950 hPa / 최대풍속 40 m/s, 한반도 상륙 시의 세력은 중심기압 960 hPa / 최대풍속 35 m/s 로 각각 하향 수정되었다.

## 관련 통계
| 순위  | 태풍 번호                      | 태풍 이름                      | 상륙 시(직전) 중심 기압        | 상륙 지점                      |
| ----- | ------------------------------ | ------------------------------ | ------------------------------ | ------------------------------ |
| 1위   | 5914*                          | 사라                           | 942 hPa                        | 경남 거제도                    |
| 2위   | 0314                           | 매미                           | 950 hPa                        | 경남 고성군 부근               |
| 2위   | 2009                           | 마이삭                         | 950 hPa                        | 부산광역시 부근                |
| 4위   | 2010                           | 하이선                         | 955 hPa                        | 울산광역시 부근                |
| 4위   | 2211                           | 힌남노                         | 955 hPa                        | 부산광역시 부근                |
| 6위   | 0014                           | 사오마이                       | 959 hPa**                      | 경남 고성군 부근               |
| 7위   | 0215                           | 루사                           | 960 hPa                        | 전남 고흥군                    |
| 8위   | 9503                           | 페이                           | 960 hPa                        | 남해도                         |
| 9위   | 1216                           | 산바                           | 965 hPa                        | 남해도                         |
| 9위   | 8613                           | 베라                           | 965 hPa                        | 충남 보령시 부근               |
| 9위   | 5707                           | 아그네스                       | 965 hPa                        | 경남 사천시 부근               |
| ※비고 | *JTWC 해석의 한반도 상륙 태풍. | *JTWC 해석의 한반도 상륙 태풍. | *JTWC 해석의 한반도 상륙 태풍. | *JTWC 해석의 한반도 상륙 태풍. |
| ※비고 | **통영에서의 실측치.           |                                |                                |                                |

| 순위 | 태풍 번호 | 태풍 이름 | 최대 순간 풍속 | 관측 연월일 | 관측 장소 |
| ---- | --------- | --------- | -------------- | ----------- | --------- |
| 1위  | 0314      | 매미      | 60.0 m/s       | 2003/9/12   | 제주      |
| 2위  | 0012      | 프라피룬  | 58.3 m/s       | 2000/8/31   | 흑산도    |
| 3위  | 0215      | 루사      | 56.7 m/s       | 2002/8/31   | 고산      |
| 4위  | 1618      | 차바      | 56.5 m/s       | 2016/10/5   | 고산      |
| 5위  | 1913      | 링링      | 54.4 m/s       | 2019/9/7    | 흑산도    |
| 6위  | 0711      | 나리      | 52.4 m/s       | 2007/9/17   | 울릉도    |
| 7위  | 1215      | 볼라벤    | 51.8 m/s       | 2012/8/28   | 완도      |
| 8위  | 9219      | 테드      | 51.0 m/s       | 1992/9/25   | 울릉도    |
| 9위  | 2009      | 마이삭    | 49.2 m/s       | 2020/9/3    | 고산      |
| 10위 | 8613      | 베라      | 49.0 m/s       | 1986/8/28   | 울진      |

## 같이 보기
- 1995년 태풍